# Cantonul Capdenac-Gare
Cantonul Capdenac-Gare este un canton din arondismentul Villefranche-de-Rouergue, departamentul Aveyron, regiunea Midi-Pyrénées, Franța.

## Comune
| Comune            | Populație (1999) | Cod poștal | Cod INSEE |
| ----------------- | ---------------- | ---------- | --------- |
| Les Albres        | 353              | 12220      | 12003     |
| Asprières         | 720              | 12700      | 12012     |
| Balaguier-d'Olt   | 148              | 12260      | 12018     |
| Bouillac          | 415              | 12300      | 12030     |
| Capdenac-Gare     | 4.673            | 12700      | 12052     |
| Foissac           | 403              | 12260      | 12104     |
| Naussac           | 311              | 12700      | 12170     |
| Salles-Courbatiès | 391              | 12260      | 12252     |
| Causse-et-Diège   | 692              | 12700      | 12257     |
| Sonnac            | 379              | 12700      | 12272     |